# No te enamores de mí
No te enamores de mí es una película argentina dirigida por Federico Finkielstain y protagonizada por Mercedes Oviedo, Guillermo Pfening y Pablo Rago. Fue estrenada el 10 de mayo de 2012. 

## Sinopsis
Inmersos en sus propias frustraciones, agobiados por una realidad que siempre resulta insuficiente, una pequeña muestra urbana de soledades para los que enamorarse puede ser la peor de las opciones.

## Reparto
- Mercedes Oviedo como Sofía
- Guillermo Pfening como Martín
- Pablo Rago como Sergio
- Julieta Ortega como Alejandra
- Violeta Urtizberea como Paula
- Tomás Fonzi como Maxi
- Francisco Andrade como Juani
- Luisina Brando como Madre de Martín
- Ana Pauls como Luli
- David Masajnik como Gastón
- Eugenia Alonso como Madre de Luli
- Julieta Lopardo como Amiga Sofía
- Antonio Ugo como Padre de Sergio
- Francisco Vocos como Pablo
- Juan Manuel Trentini como Mozo
- María Inés Aldaburu como Profesora
- Lucila Brea como Mujer de Nico
- Mirta Alluto como Señora en café
- Alba Almirón como Prostituta
- Sebastián Robard como Doctor
- Sara Pelegri como Mujer en restaurante
- Ludmila Antonomow como Estríper
- Amilcar Machado como Amigo Maxi
- Nanda Machado como Mujer en country
- Diego Rosental como Hombre danza aérea
- Débora Zanolli como Mujer danza aérea